# Колокольцов Василь Григорович
Василь Григорович Колокольцов(1867–1934) — меценат, голова Вовчанської земської управи, міністр землеробства Української Держави (1918).

## Походження
Василь Колокольцов народився 27 грудня 1867 року у російській дворянській родині в Пензенській губернії.
Його батько, Григорій Дмитрович Колокольцов, був двоюрідним братом Миколи Огарьова, займав посаду Вітебського губернатора, у 1843–1846 роках — голова дворянства Вовчанського повіту.
Мати, Параска Станіславівна (Вишневська), мала великі володіння в Вовчанському повіті, зокрема Ільмень, Леонідівка, Лосівка, Мар'ївка, Романівка, Паськівка. Від першого чоловіка успадкувала також будинки в Москві і Петербурзі.

## Дитячі роки та юність
Після смерті батька в 1872 році Василь разом з матір'ю та сестрою Анною переїздить до Верхньої Писарівки.
В 1879 році Василь вступає до Петровського Полтавського кадетського корпусу, який закінчує в 1886 році в чині віце-унтер-офіцера.
Продовжує освіту в Петровсько-Розумовській сільськогосподарській академії в Москві. Після її закінчення повертається в Верхню Писарівку аби керувати успадкованим від матері маєтком.

## Діяльність

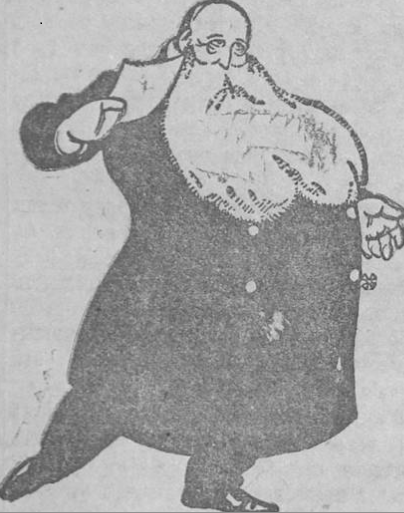
Карикатура на Василя Колокольцова. 1912 рік

Після свого обрання головою земської управи, Колокольцов починає бурхливу діяльність щодо розвитку освіти, охорони здоров'я, культури.
Починається будівництво шкіл, лікарень, доріг, мостів, кінно-поштових станцій, дільниць поштово-телеграфного зв'язку, ветеринарних та агрономічних пунктів, з'являються перші артезіанські колодязі.
Збудовано Народний будинок, де діяла бібліотека й ставилися аматорські вистави. Неодноразово будинок відвідував Марко Кропивницький.
В 1912 році за проектом архітектора Харланова було побудовано будівлю історико-архіологічного музею та приміщення Земської управи.
З'явилося багато крамниць та дрібних майстерень з виготовлення товарів широкого вжитку. В центрі Вовчанська було встановлено гасові вуличні ліхтарі.
Збільшувалось асигнування шкіл, будівництво нових велося виключно за кошти бюджету повіту. Задля підвищення кваліфікації педагогічних кадрів в місті було відкрито вчительську семінарію, за 14 років існування якої було підготовлено 193 викладачі, в тому числі 56 дітей селян.
В Верхній Писарівці було створено літній будинок відпочинку для вчителів земських шкіл повіту.
Головною справою Колокольцова було залісення повіту. За час його діяльності було засаджено сосновими борами береги Сіверського Дінця та річки Вовчої. Задля цієї справи він особисто їздив у Францію за досвідом, закупав саджанці та керував роботами. В посушливі роки для поливу в ліси возили бочки з водою. Коли дерева підросли, завіз диких кабанів, сарн та зайців.
Колокольцов дбав за добробут простого люду. Дізнавшись, що після скасування кріпосного права його батько обділив селян, він роздав їм свої землі. За його дорученням у повіті почалася заготівля жиру бабаків, який застосовувався як засіб проти сухот.
Згідно з даними статистичного довідника Харківської губернії на 1910 рік у повіті налічувалось 153 земські школи, 14 сільських бібліотек, 13 фельдшерських і 15 лікарських пунктів. Вовчанський повіт в 1910–1913 роках за темпами свого розвитку зайняв друге місце в Російській імперії, поступившись лише Московському.
Для залучення додаткових коштів проводив безпрограшні лотереї на базарній площі Вовчанська, нерідко вкладав й власні. Одночасно шукав однодумців з числа прогресивної інтелігенції, спеціалістів та купців.
Був міністром землеробства при гетьмані Скоропадському та генералі Денікіні.
У лютому 1920 році, пароплавом через порт Новоросійська, евакуйовується разом із відступаючими білогвардійськими частинами до Франції, проте, захворівши на кораблі тифом, був залишений в Греції на лікування в шпиталі для росіян.
Після одужання переїхав до Сербії, де працював лісником впродовж двох років.
У 1923 році працює бухгалтером у Берліні.
В 1925 році їде за запрошенням першої жінки свого сина Миколи до Франції. Оселився в Парижі, працював завідувачем складу заводу «Рено».
Покінчив життя самогубством (одягнувши парадний російський імператорський мундир, відкрив газ в кімнаті внаслідок чого і помер), аби не бути тягарем для дружини після інсульту (за іншими даними - через невдоволеність життям). Похований на Биянкурському цвинтарі в передмісті Парижа.

## Особисте життя
Ще до закінчення кадетського корпусу зійшовся з дочкою селянина Галиною Олександрівною, яка народила від нього сина Миколу. Досягнувши повноліття, Василь одружується з нею всупереч відмовлянням сестер та друзів. Проте розлучився з нею через невдоволення Миколи II.
Другий шлюб в 1912 році з Олександрою Василівною Савич (нар. 1868) був нетривалим, у 1918 році другу дружину розстрілюють більшовики.
Втретє одружився вже на еміграції.
Був хрещеним батьком цесаревича Олексія (особистим другом та кумом російського імператора Миколи II).